# Выру (станция)
Вы́ру (эст. Võru raudteejaam) — пригородная железнодорожная станция, расположенная в южной части города Выру уезда Вырумаа в Эстонии. Историческое здание станции сохранилось и располагается по адресу ул. Яама, 14. Через Выру проходит железная дорога Валга — Печоры, проложенная в 1889 году как часть железной дороги Рига-Псков-Санкт-Петербург.
С марта 2001 года, когда в Выру остановился последний регулярный пассажирский поезд, станция используется только для обслуживания товарных поездов, но из-за сокращения движения транзитных поездов по всей стране проходившие через Выру торговые потоки (несмотря на построение в 2011 году пограничной станции Койдула) значительно сократились.
Вокзал Выру является признанным историческим памятником, внесенным в Национальный реестр объектов культурного наследия Эстонии под номером 1829.

## История
Вокзал был открыт на землях мызы Вана-Касарица тогдашнего прихода Риуге и получил свое название в честь города Выру неподалеку. Регулярные пассажирские поезда через Выру (по линии Валга-Вески) последний раз курсировали в марте 2001 года; станции Виру на этой линии по направлению Валги предшествовала станция Вагула, а последующей после неё была станция Нинова. Сейчас вокзал и его пути используются только для грузовых перевозок. Были надежды, что пассажирские поезда снова будут здесь останавливаться, но в 2010 году Эстонская железная дорога признала, что не заинтересована в этом. Несмотря на это, станция должна быть модернизирована для соответствия текущим стандартам, но в настоящее время здание вокзала, принадлежащего Eesti Raudtee, стоит пустым, находится в плохом состоянии и не имеет окон.
Сейчас на вокзале Выру есть шесть путей и комплекс построек вокзала. Также на станции есть ряд ответвлений, ведущих к разным промышленным территориям.
В середине 1980-х годов на железной дороге был проведен масштабный капитальный ремонт, в связи с чем на расстоянии нескольких сотен метров к востоку от вокзала Выру также был построен новый пост централизации электроэнергии.
В 2016 году из двух невысоких перронов было разобрано железнодорожное полотно между проездами.

## Главное здание вокзала

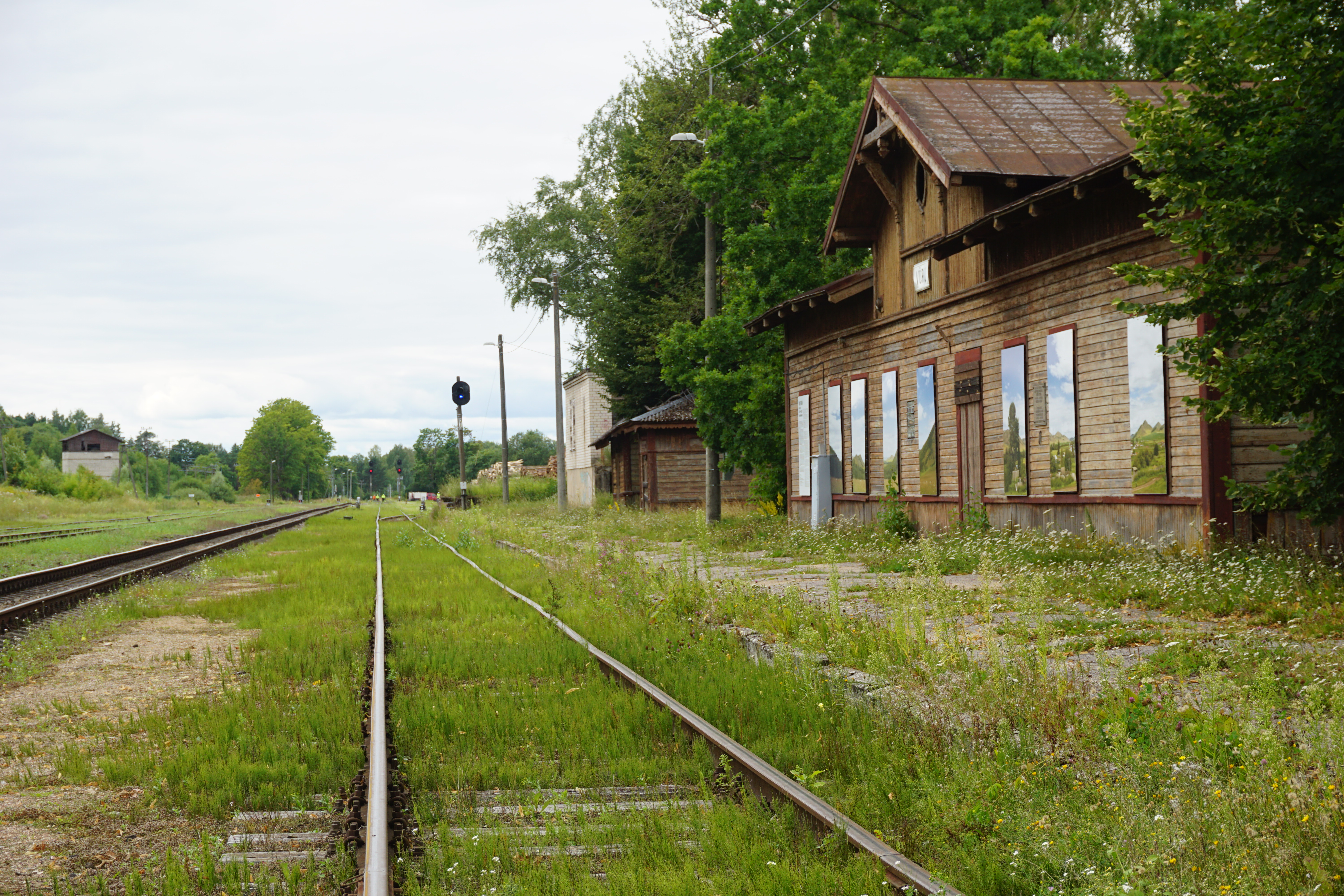
Главное здание вокзала Выру

Главное здание вокзала Выру было сооружено в 1889 году в национально-историческом стиле. Вокзальное здание IV класса было построено по типовому проекту подобно вокзалам Антслы и Петсери, однако здание вокзала Виру отличается от них большей длиной и размером.
Здание вокзала характеризуют простой симметричный боковой фасад и полувальмовую крышу с низким косым и широким карнизом.
В 1919 году в ходе Освободительной войны здание вокзала было сильно повреждено, но впоследствии восстановлено.

## Мемориал

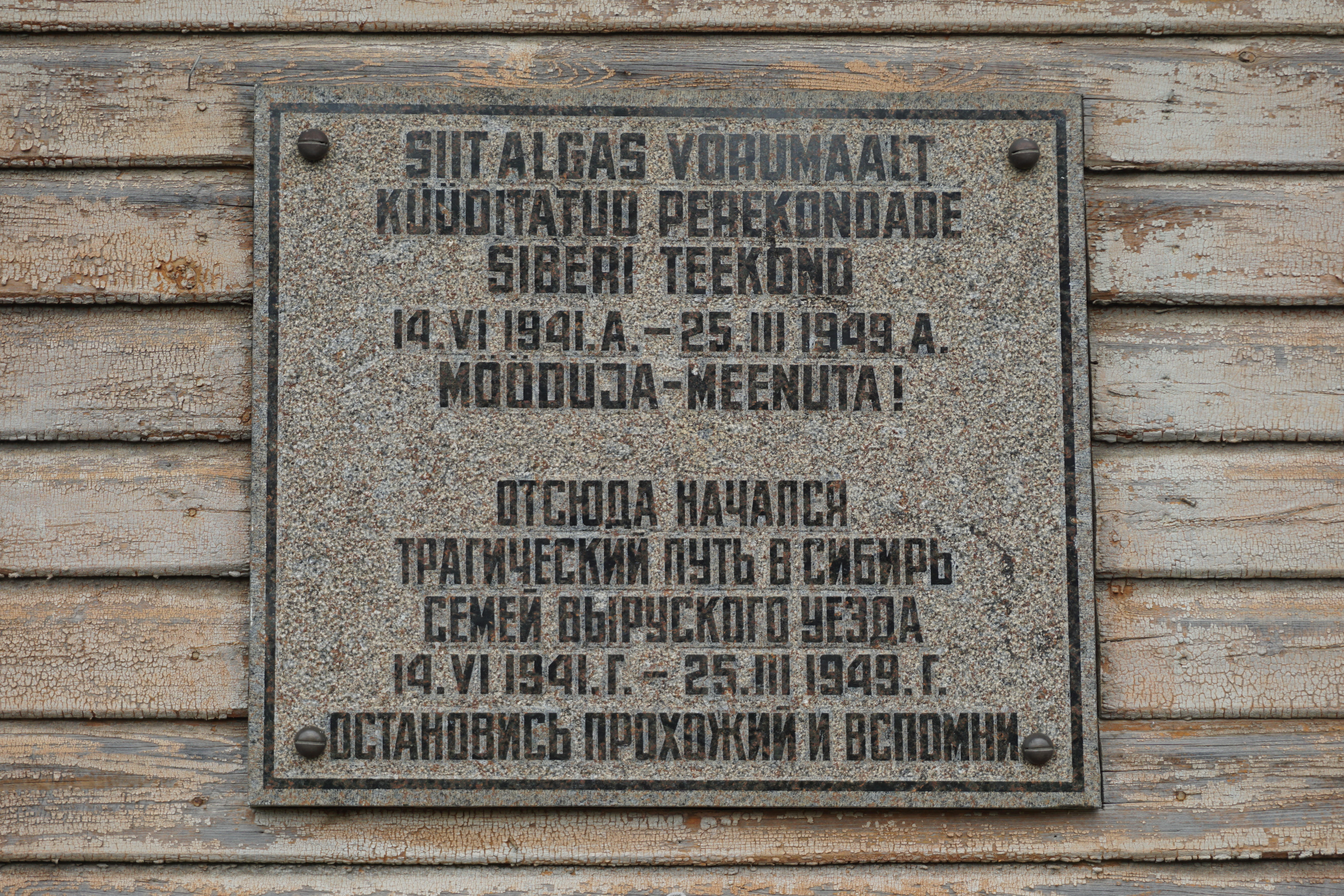
Мемориальная доска на стене вокзала Выру

В июне 1941 года (в рамках Июньской депортации) и в марте 1949 года (в рамках операции «Прибой») эстонцы были депортированы в Сибирь через вокзал Выру. В память о тех событиях на стене вокзала в 1989 году была открыта гранитная мемориальная доска с текстом:
Отсюда начался путь депортированных семей Вирумаа в Сибирь 14.IV 1944 г. — 25.II 1949 г. Прохожий, остановись и вспомни!
22 июня 2016 возле здания вокзала был открыт новый мемориал в честь депортированных из Эстонии в 1941—1952 годах.

## Галерея

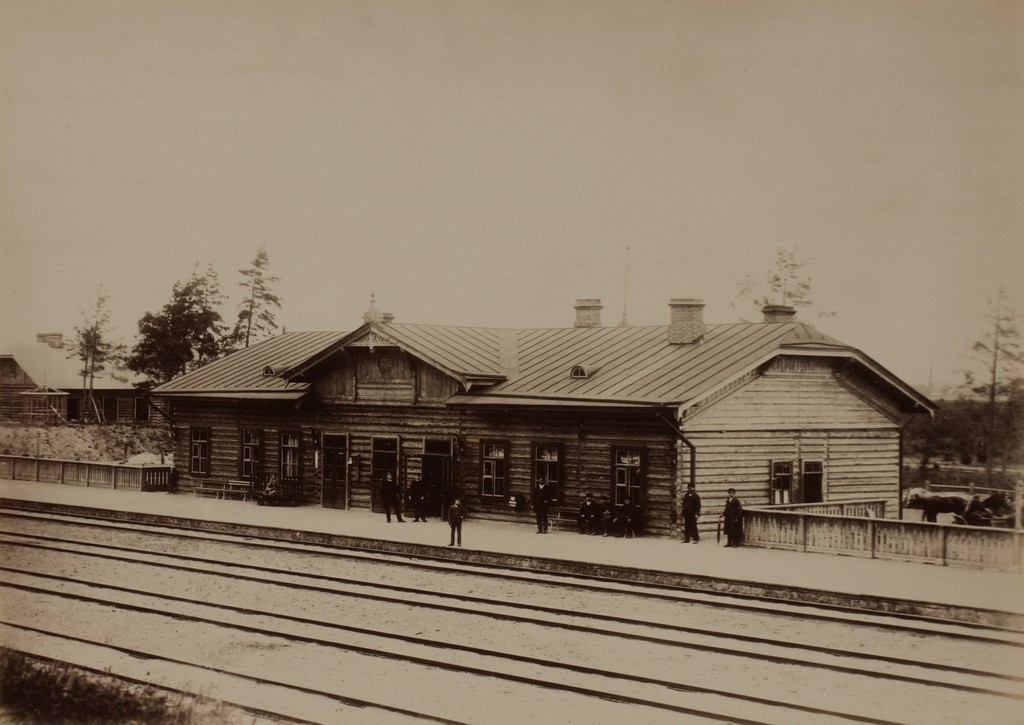
Вокзал Выру в 1890 году
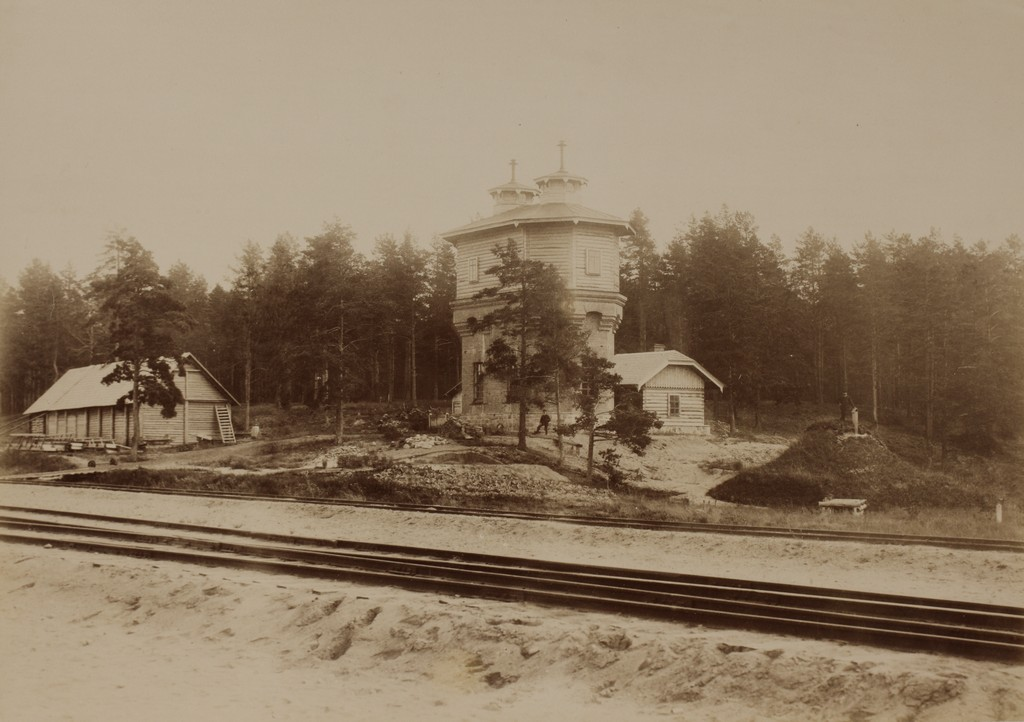
Водонапорная башня вокзала Выру  в 1889 году
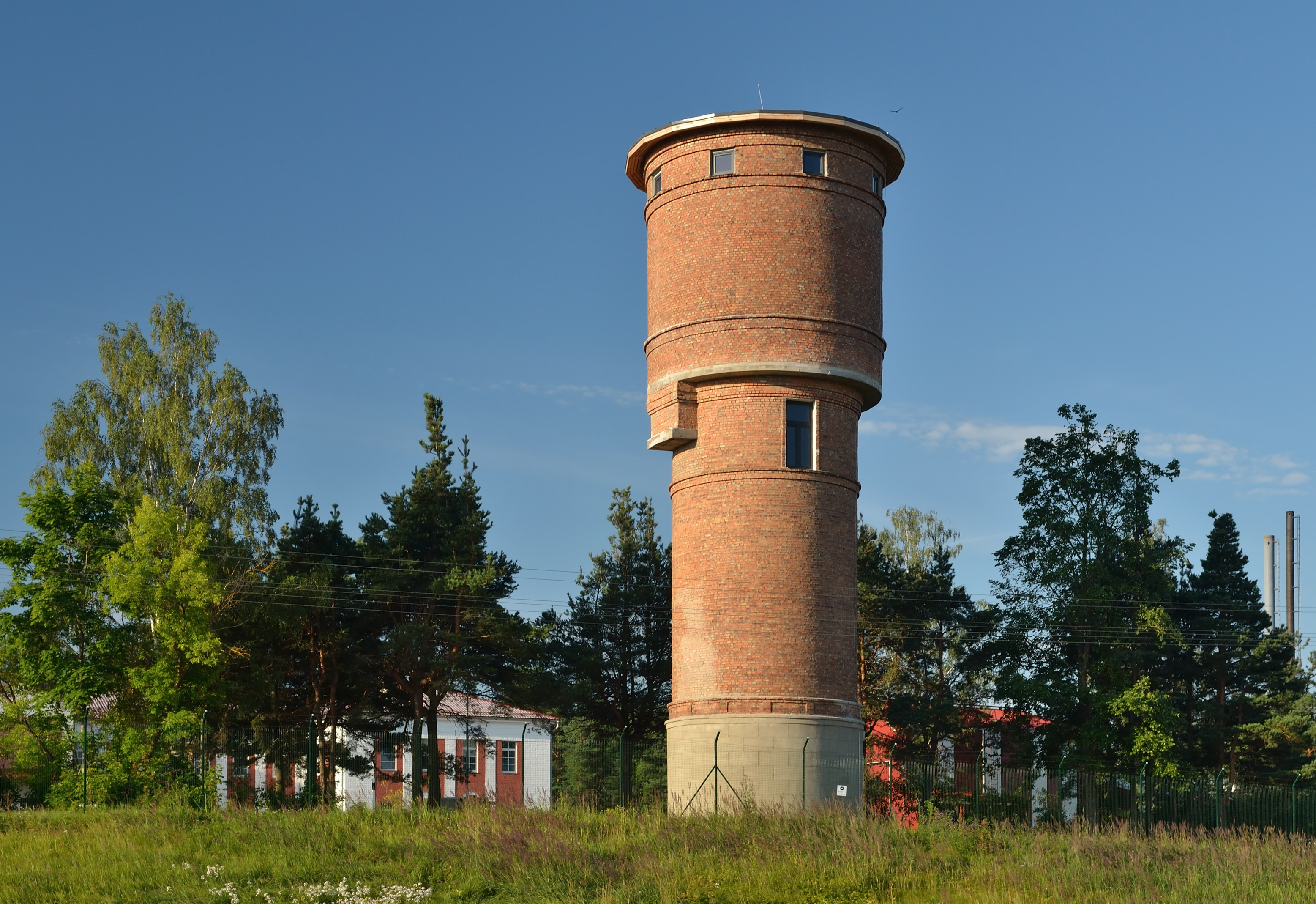
Водонапорная башня у вокзала, 2012 год
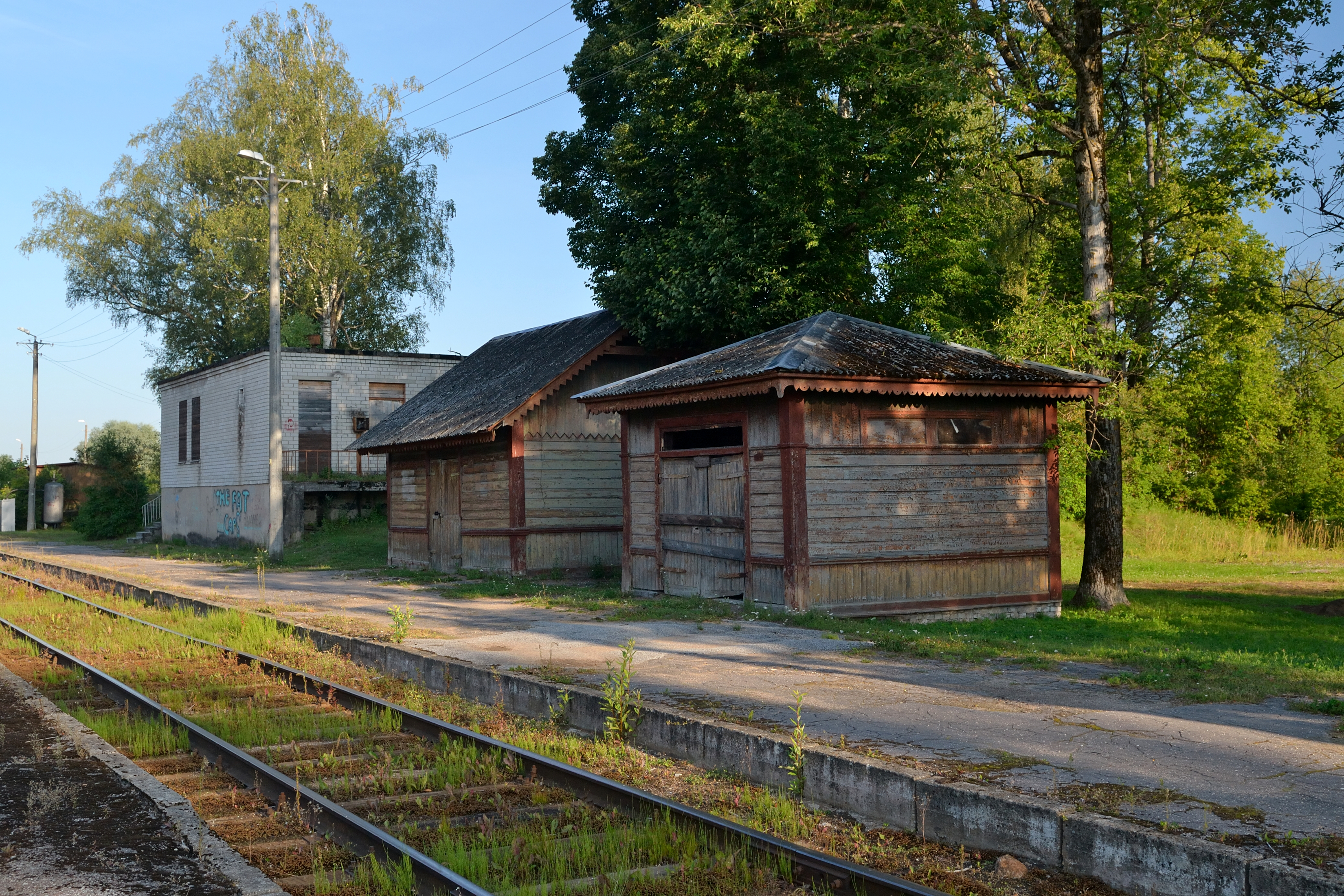
Хозяйственные помещения, 2012 год
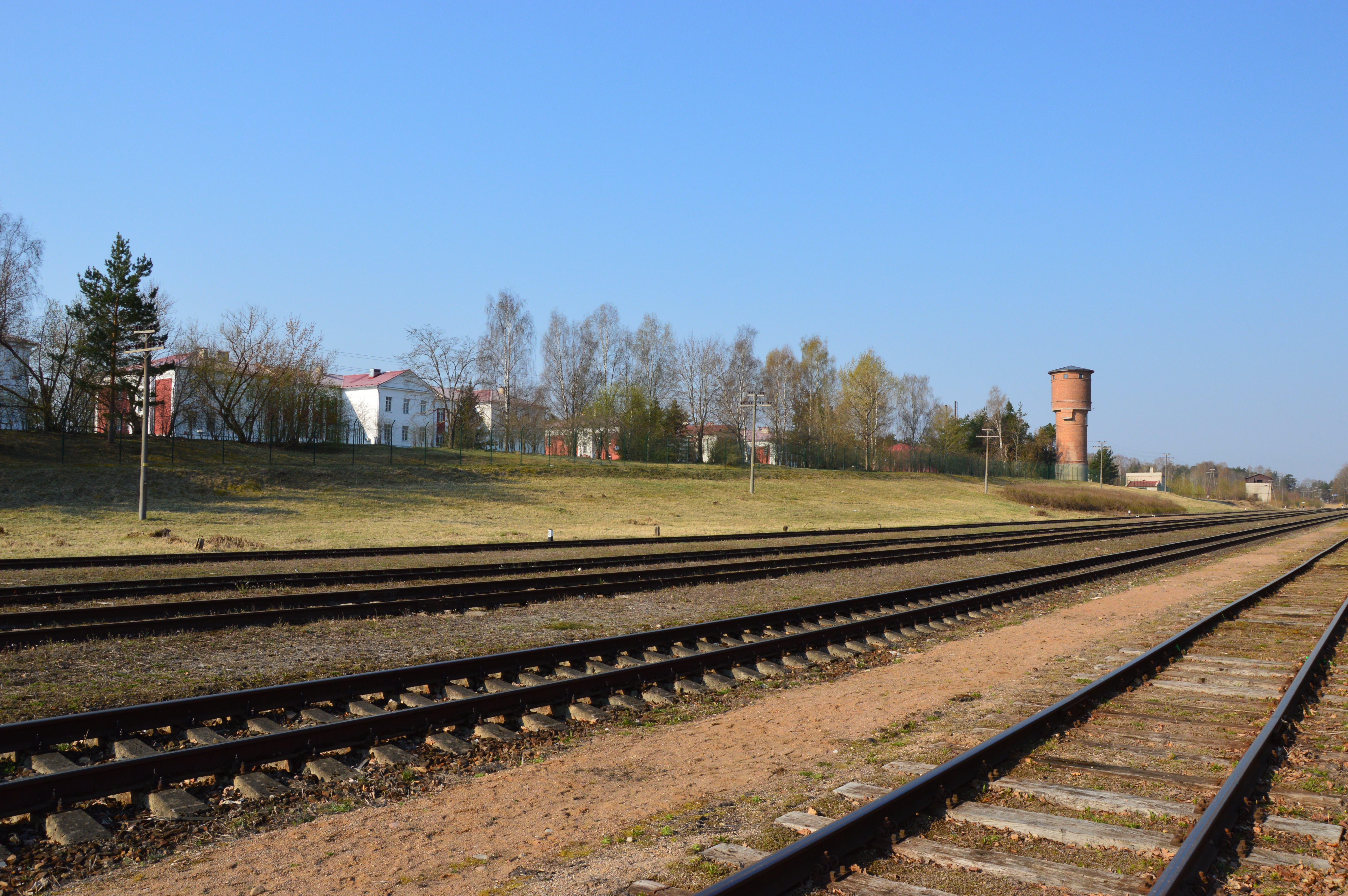
Вокзал Выру весной 2019 года
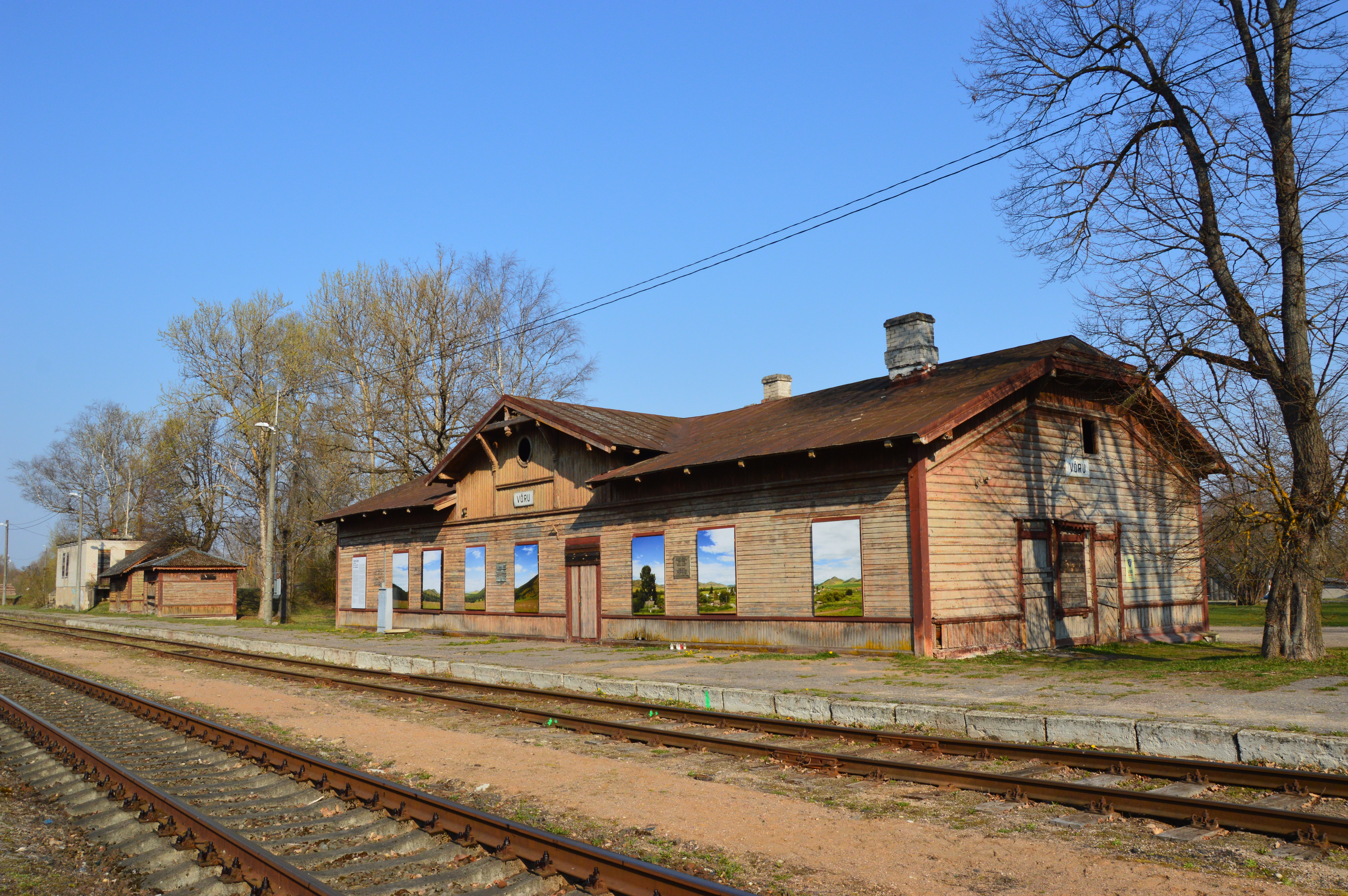
Здание вокзала, 2019 год
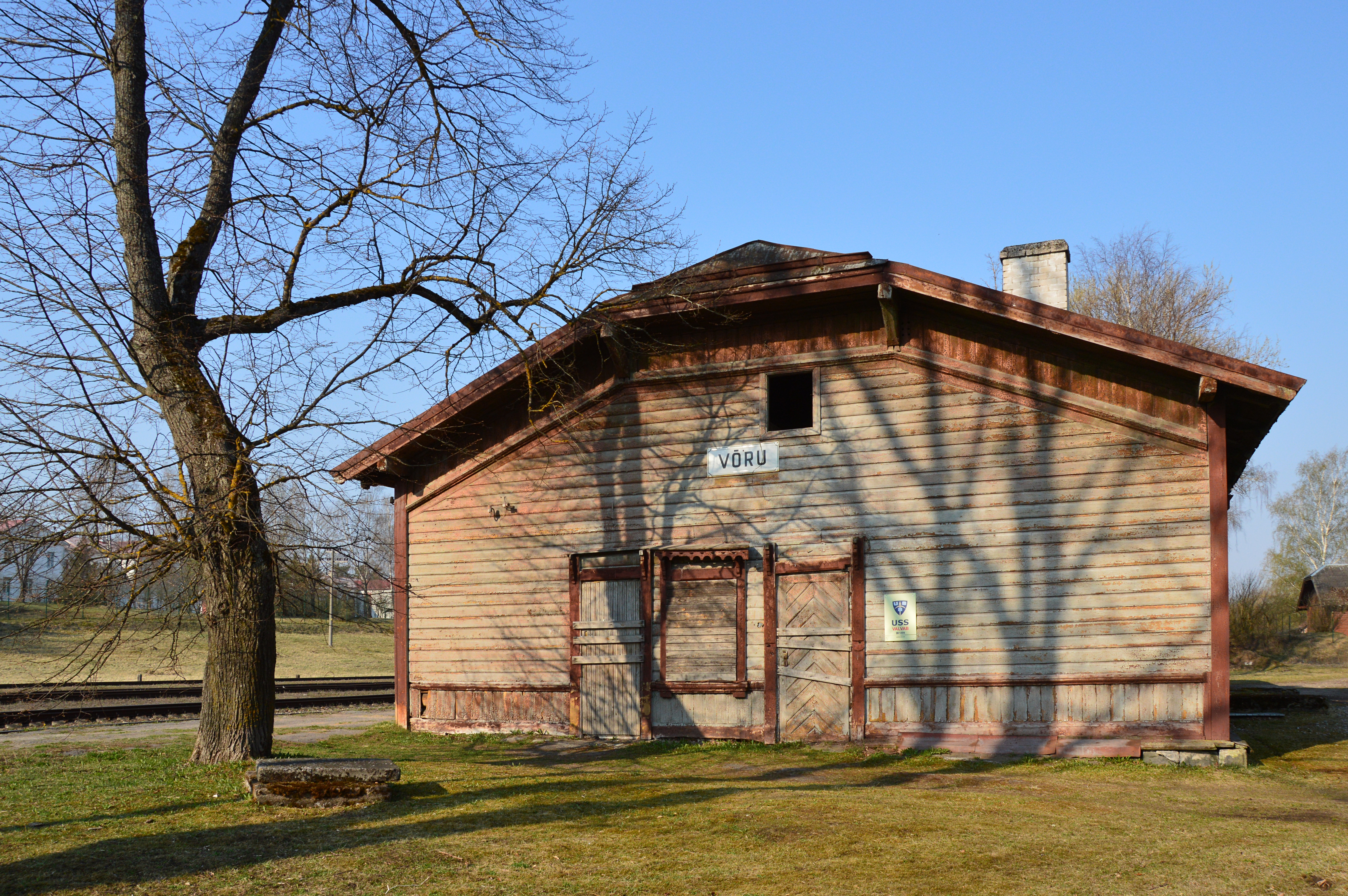
Здание вокзала сбоку
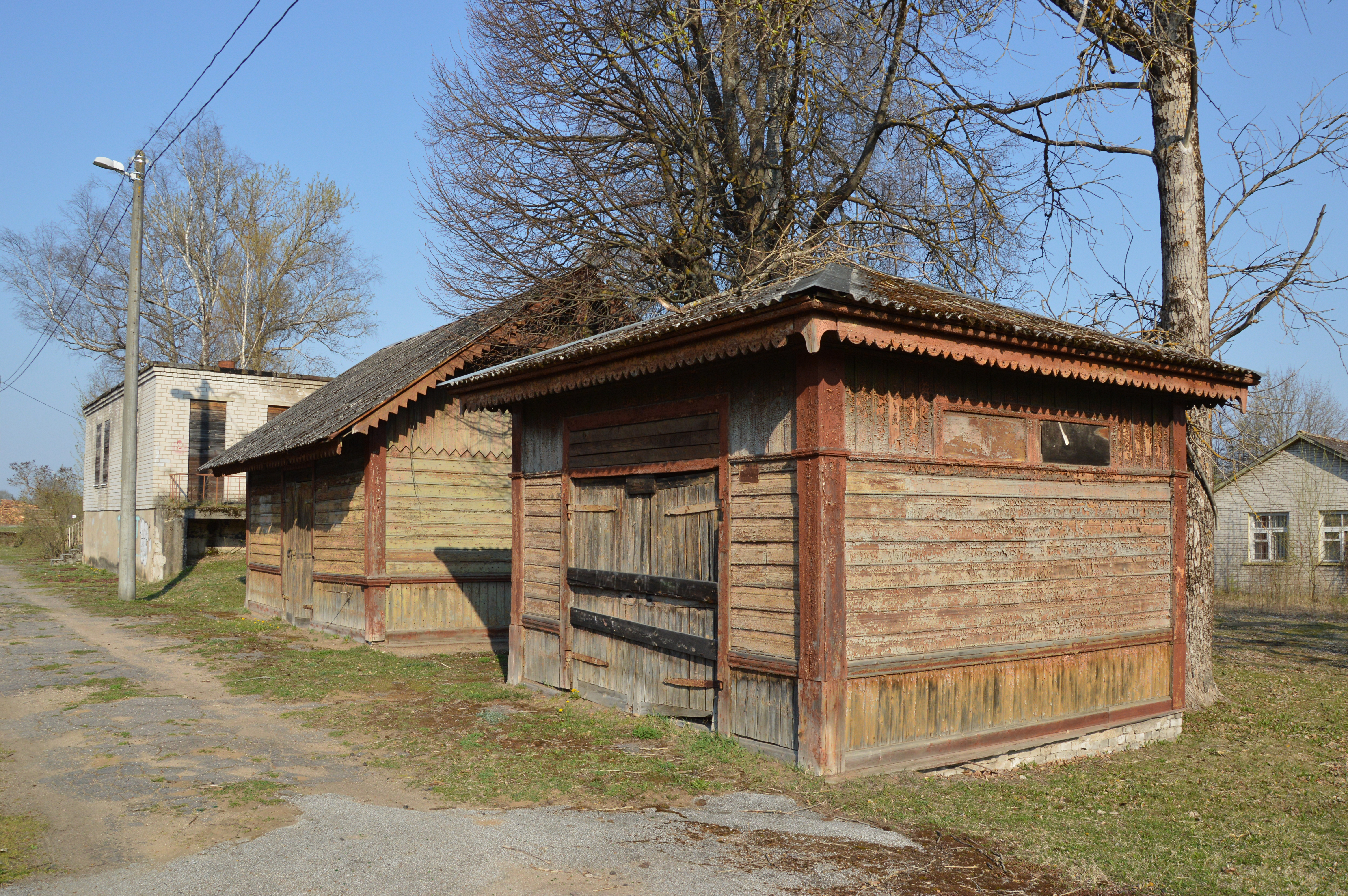
Хозяйственные помещения, 2019 год
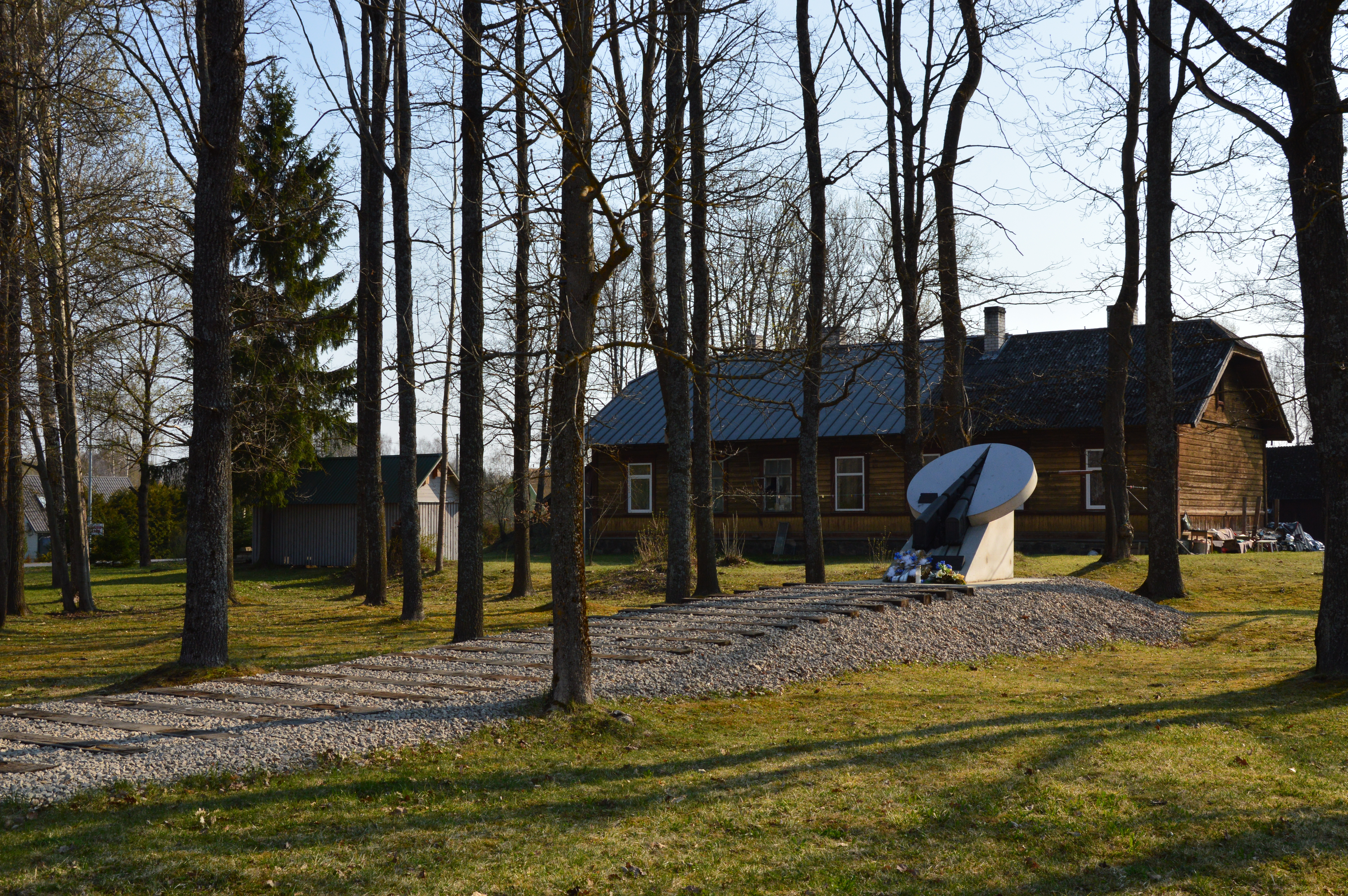
Мемориал у вокзала
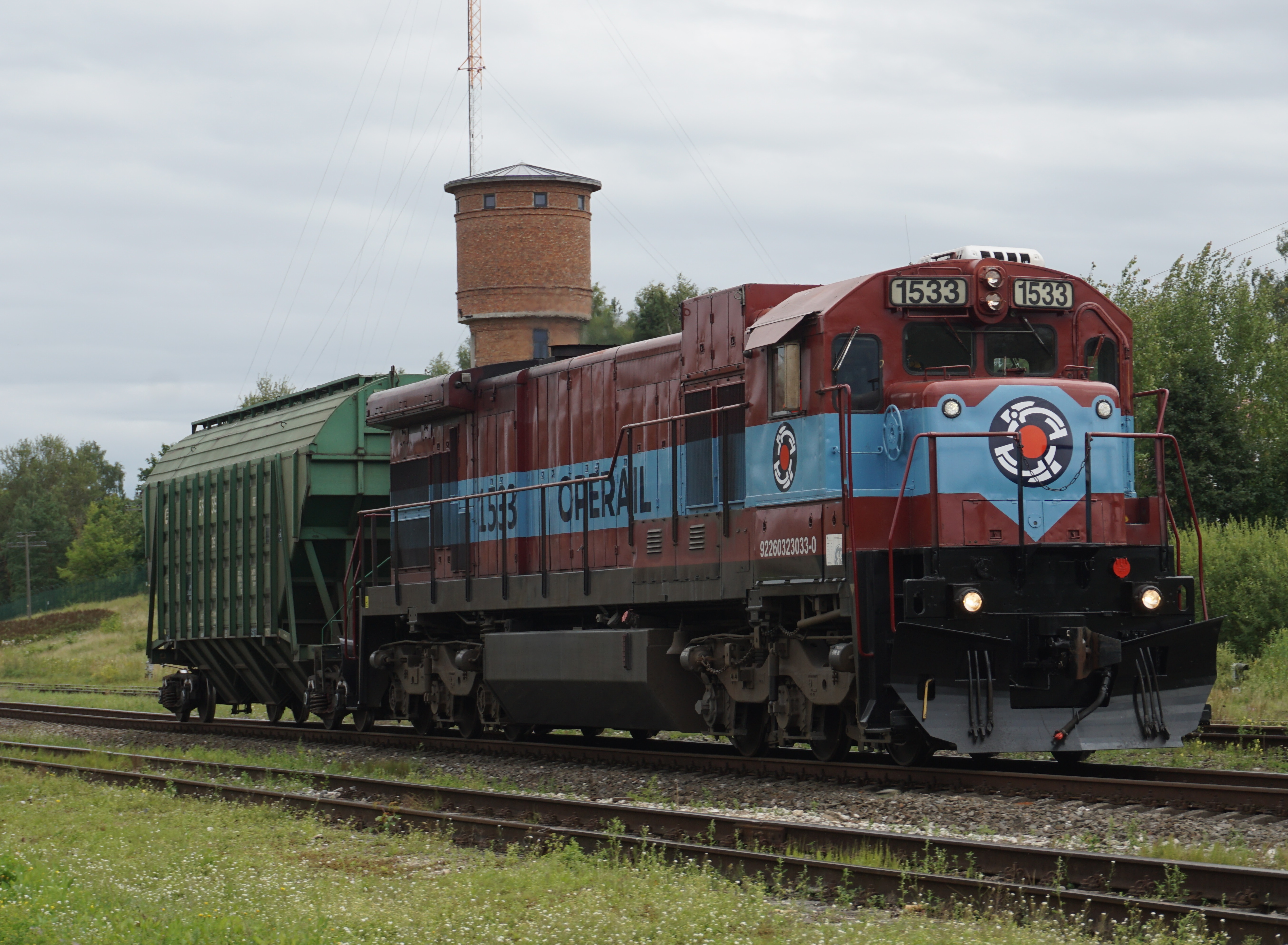
Проезжающий мимо станции Виру товарный поезд, на переднем плане американский дизельный локомотив C36-7i
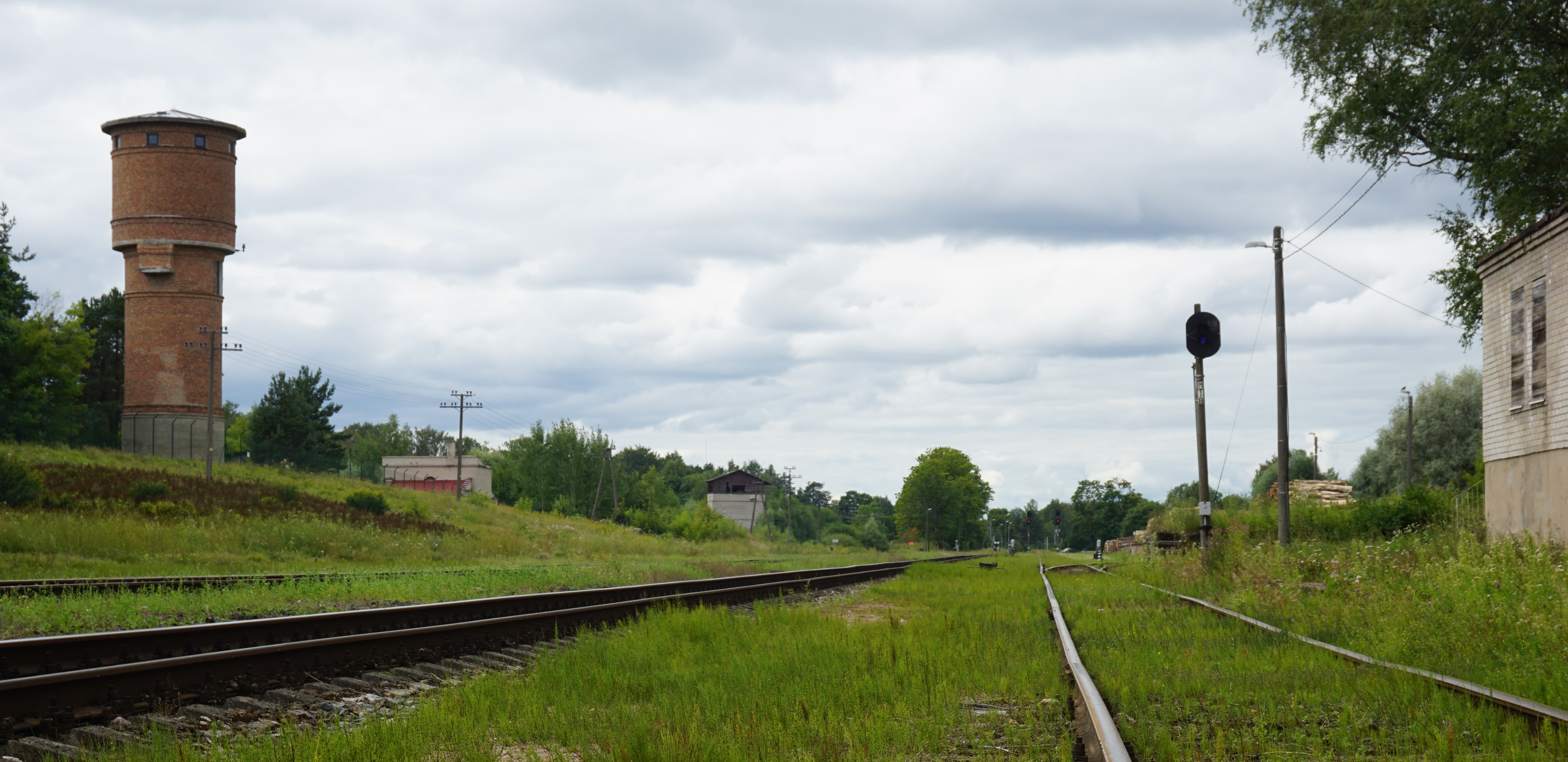
Вокзал Выру
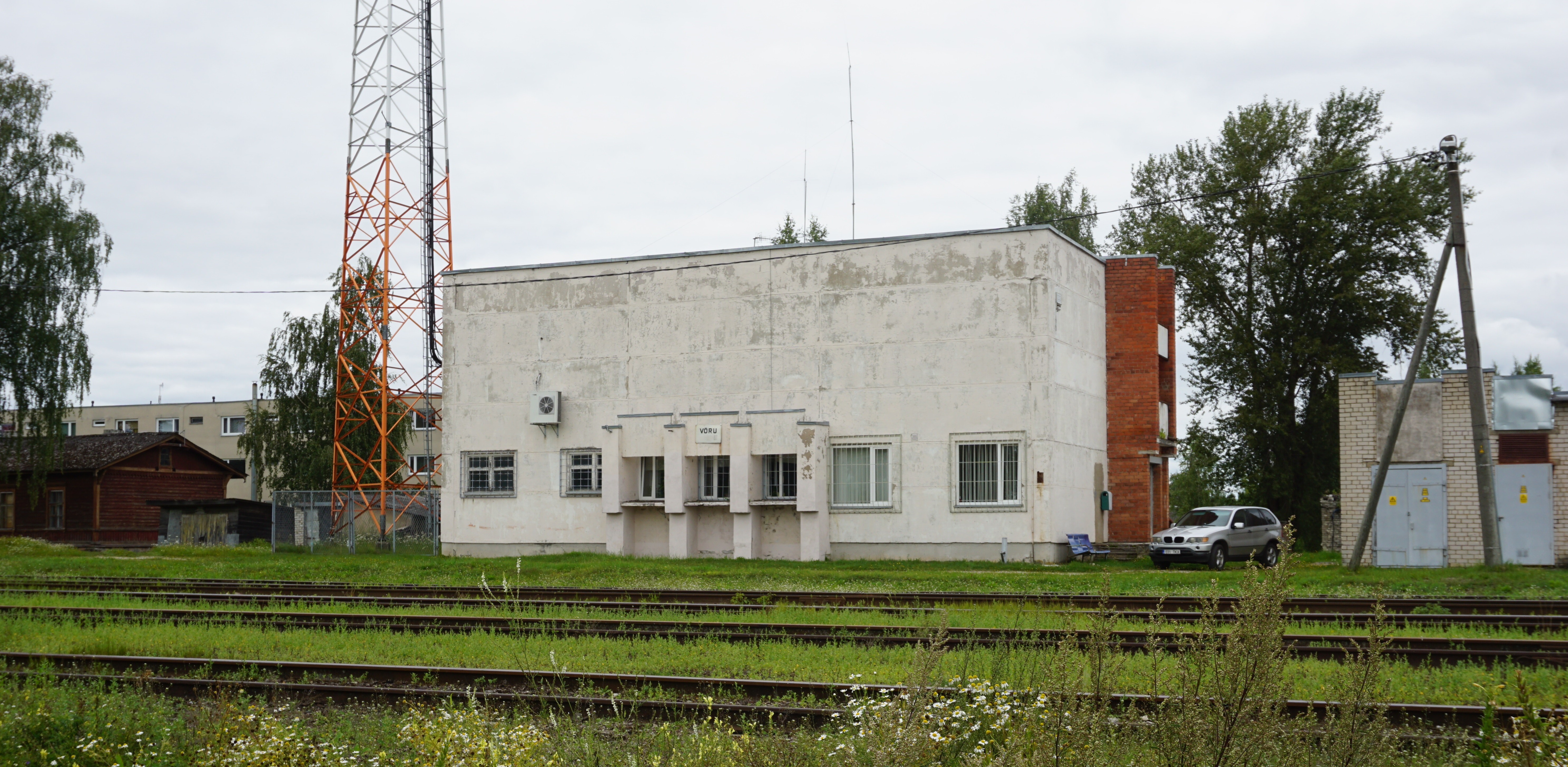
Центр управления вокзала Выру, построенный в 1980-х
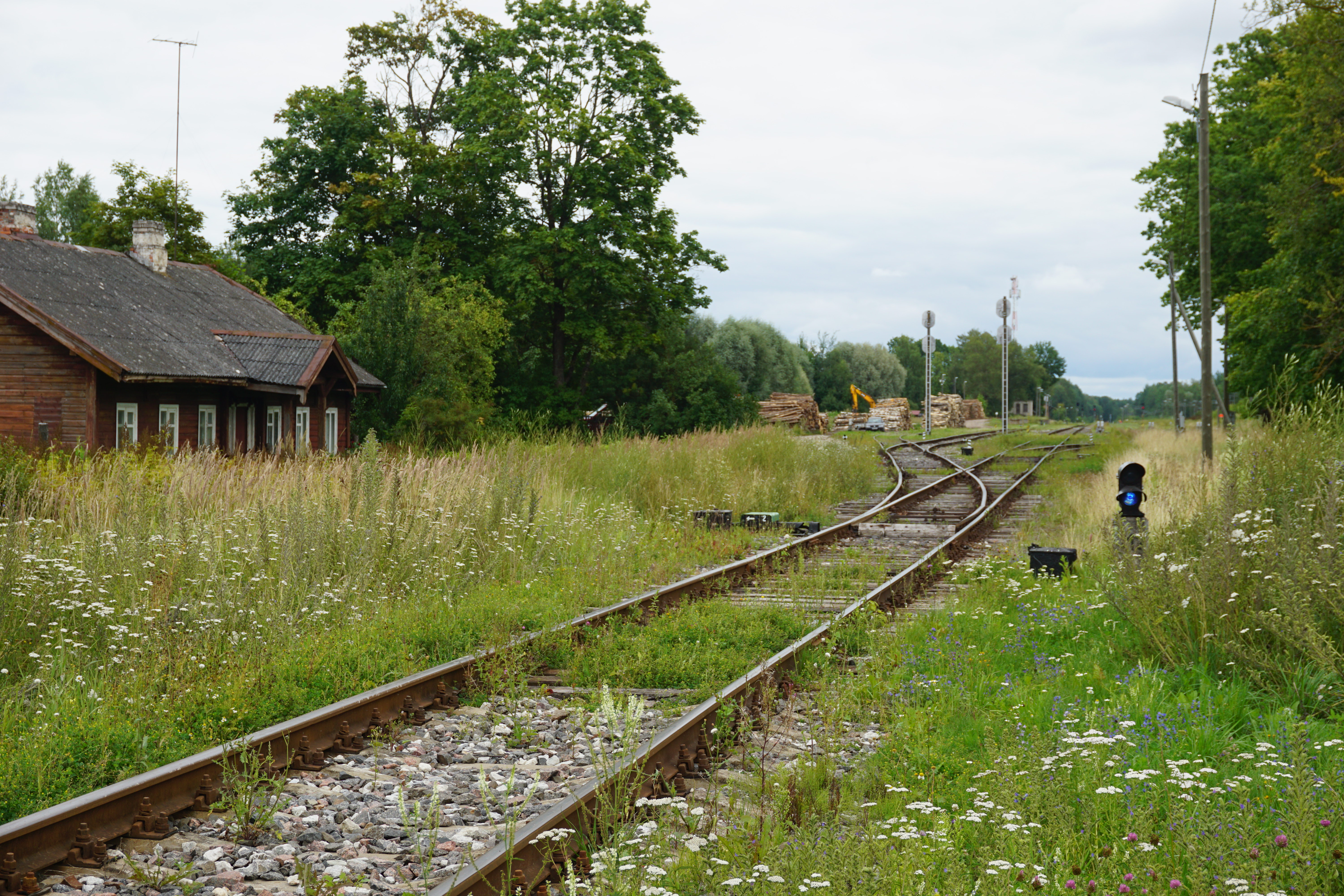
Вид на вокзал Выру с улицы Крейцвальди